# KazTransOil
KazTransOil ist ein staatliches Unternehmen in Kasachstan mit Unternehmenssitz in der Hauptstadt Astana, das für 80 Prozent des Öltransportes in Kasachstan zuständig ist.
Nach Unternehmensangaben sind rund 7.200 Mitarbeiter bei KazTransOil beschäftigt. Der Umsatz des Unternehmens betrug im Geschäftsjahr 2017 rund 212 Milliarden Tenge; der Gewinn stieg auf 50 Milliarden Tenge. Es betreibt mehr als 6.400 Kilometer Pipelines für Erdöl und 3.140 Kilometer für Wasser. KazTransOil ist ein Tochterunternehmen der nationalen kasachischen Erdöl- und Erdgasgesellschaft KazMunayGas.